# Dobarz
Dobarz [ˈdɔbaʂ] est un village polonais de la gmina de Trzcianne dans le powiat de Mońki et dans la voïvodie de Podlachie. Il se situe à environ 8 kilomètres au nord-ouest de Trzcianne, à 15 kilomètres à l'ouest de Mońki et à 48 kilomètres au nord-ouest de Bialystok.
Le village compte approximativement 30 habitants.